# Vanni Marcoux
Vanni Marcoux, pseudonimo di Jean Emile Diogène Marcoux o di Giovanni Emilio Diogenio Marcoux (Torino, 12 giugno 1877 – Parigi, 22 ottobre 1962), è stato un cantante, baritono e basso francese, nato in Italia di madre italiana.

## Biografia

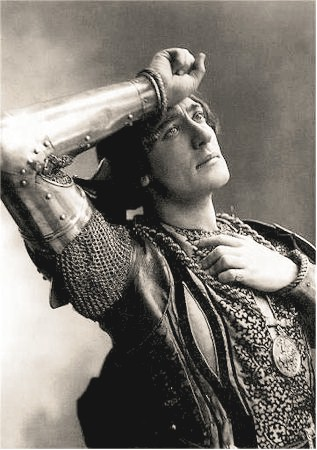
Nel ruolo di Guido Colonna nell'opera di Henry Février Monna Vanna, 1909

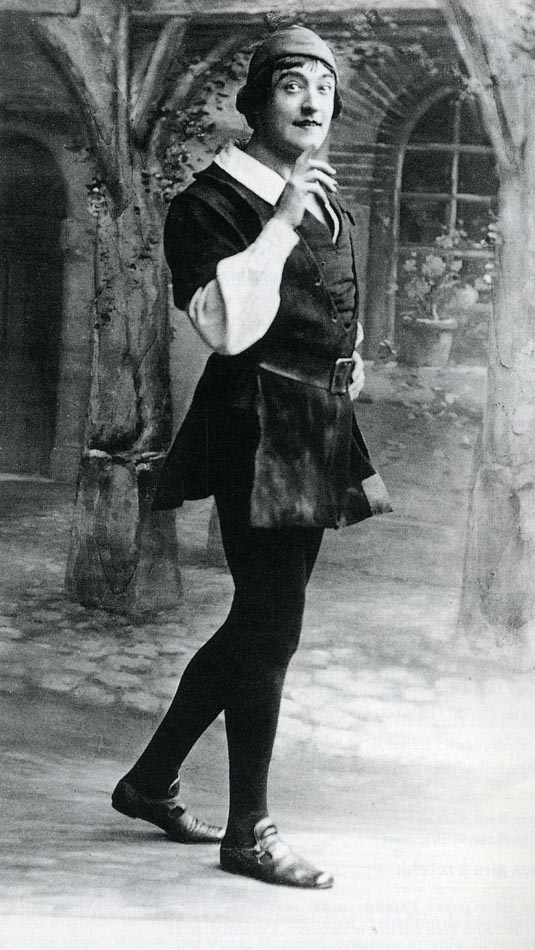
Nel ruolo di Panurge in Panurge di Jules Massenet

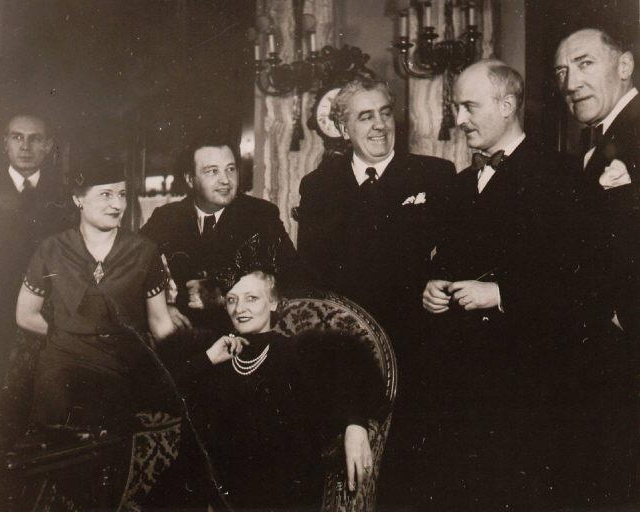
L'anteprima de L'Aiglon di Arthur Honegger e Jacques Ibert, Monte Carlo, 13 marzo 1937

Vanni Marcoux, figlio di padre francese e di madre italiana, nacque a Torino il 12 giugno 1877, e si avvicinò al canto seguendo le lezioni di Collini a Torino e di Frédéric Boyer al Conservatorio di Parigi.
Contemporaneamente studiò giurisprudenza e solamente dopo aver ottenuto la laurea, Marcoux si dedicò a tempo pieno al canto.
Debuttò in Francia nel 1899, a Bayonne, come Frère Laurent,dopo di che si esibì in numerosi teatri provinciali oltre che cantare a La Monnaie/De Munt di Bruxelles, e a Torino nel 1894 come Sparafucile.
Nel 1905 cantò per la prima volta alla Royal Opera House di Covent Garden, come Basilio e vi ritornò ogni stagione fino al 1912, invece nel 1909 esordì all'Opéra national de Paris di Parigi, nel ruolo di Guido Colonna in Monna Vanna di Henri Février, un ruolo che lo rese famoso.
Tre anni dopo è apparso nel ruolo principale del Don Chisciotte di Jules Massenet, che risultò il suo più grande successo, e lo stesso Massenet scrisse la sua opera Panurge appositamente per lui, nel 1913.
Prima della prima guerra mondiale Vanni Marcoux era prevalentemente un basso, e cantava anche Hunding di Richard Wagner.
Per un quarantennio Marcoux è stato un protagonista della vita musicale parigina, principalmente all'Opéra, ma anche al Théâtre national de l'Opéra-Comique, interpretando ruoli in opere contemporanee come la Lysistrata di Raoul Gunsbourg, Monna Vanna e La Femme nue di Février e L'Aiglon di Arthur Honegger-Jacques Ibert.
In seguito si esibì in America, all'Opera di Boston dove ottenne consensi, nella Pelléas et Mélisande, come Golaud. La sua drammatica interpretazione di Mefistofele in Faust ebbe molto successo.
Senza dubbio, Vanni Marcoux doveva molto del suo successo negli Stati Uniti d'America alla celebre soprano Mary Garden, con la quale collaborò in molti spettacoli, quali Tosca e Carmen, nel 1913 e dal 1926 fino al 1931.
Si esibì al Teatro alla Scala come Boris con Arturo Toscanini nel 1922, invece tra il 1938 e il 1943 insegnò canto al Conservatorio di Parigi e dal 1948 al 1951 Vanni Marcoux diresse il Grand Théâtre de Bordeaux.
La sua voce si contraddistinse per un suono poco basso, un suono in alto con una grande luminosità e un carattere molto più "fresco" della maggior parte dei bassi, ed eseguì le sue prestazioni con un timbro quasi un tenore; inoltre si distinse per le doti espressive e recitative.